# Alisa od Eua
Alisa od Eua (Alix d'Eu; ? – La Mothe Saint Héray, [13./15.] svibnja 1246.) bila je grofica Eua te gospa Hastingsa i Issouduna. Njen je otac bio grof Henrik II. od Eua, a majka joj je bila Matilda, koja je umrla 1228. godine.
Naslijedila je oca kao grofica Eua te se udala za Rudolfa I. Lusinjanskoga, kojem je rodila nasljednika Rudolfa II., zatim Guerina, Matildu (? – 1241.) i Ivanu.